# Clenchiellidae
Famille
Les Clenchiellidae sont une famille de mollusques gastéropodes de l'ordre des Littorinimorpha. 

## Liste des genres
Selon World Register of Marine Species (4 février 2021) :
- genre Clenchiella Abbott, 1948
- genre Coleglabra Ponder, Fukuda & Hallan, 2014
- genre Colenuda Ponder, Fukuda & Hallan, 2014
- genre Coliracemata Ponder, Fukuda & Hallan, 2014